# Herb Edelman
Herb Edelman (5 de noviembre de 1933 – 21 de julio de 1996) fue un actor teatral, cinematográfico y televisivo de nacionalidad estadounidense. Fue nominado en dos ocasiones al Premio Emmy por su trabajo televisivo. Uno de sus papeles más conocidos fue el de Stanley Zbornak, exmarido de Dorothy Zbornak (personaje interpretado por Beatrice Arthur) en The Golden Girls. También tuvo un papel recurrente en el drama médico de los años 1980 St. Elsewhere.

## Biografía
Nacido en el barrio de Brooklyn, Nueva York, su nombre completo era Herbert Edelman. Antes de ser actor, Edelman cursó estudios de veterinaria en la Universidad Cornell, aunque los abandonó en su primer año. Tras servir en el Ejército de los Estados Unidos como locutor de la American Forces Network, ingresó en el College de Brooklyn de la Universidad de la Ciudad de Nueva York como estudiante de teatro, aunque también dejó esos estudios. Más adelante trabajó como director hotelero y como taxista. Uno de sus pasajeros fue el director Mike Nichols, que en 1963 dio a Edelman su gran oportunidad en el circuito de Broadway, el técnico de teléfonos en la obra de Neil Simon Descalzos por el parque. Edelman retomó el papel en la adaptación al cine, Descalzos por el parque, que protagonizaron Robert Redford y Jane Fonda.
También actuó en otras dos adaptaciones al cine de obras de Simon, La extraña pareja (1968) y California Suite (1978). Igualmente actuó en una entrega de la serie cinematográfica japonesa Otoko wa Tsurai yo en 1979.
Sin embargo, fue sobre todo conocido por sus tres décadas actuando en la televisión, usualmente como coprotagonista, personaje recurrente o como estrella invitada en series como The Golden Girls, That Girl, Love, American Style, The Streets of San Francisco, Maude, Cannon, Welcome Back, Kotter, Kojak, La isla de la fantasía, Cagney & Lacey, y MacGyver, aunque ocasionalmente también hizo algún primer papel. Fue protagonista en la serie infantil de 1976 Big John, Little John, así como en The Good Guys, con Bob Denver, desde 1968 a 1970. 
En 1973, junto a Bill Bixby y Valerie Perrine, actuó en la producción de Bruce Jay Friedman Steambath, una controvertida comedia dramática de PBS. Entre 1984 y 1988 tuvo un papel recurrente en St. Elsewhere. Asimismo, Edelman actuó en diez episodios de Murder, She Wrote entre 1984 y 1995, casi siempre como el teniente de la policía Artie Gelber. Su último papel llegó en un episodio de Burke's Law.
Edelman estuvo casado con la actriz Louise Sorel desde 1964 a 1970, y tuvo una relación sentimental con Merrilyn Cosgrove desde 1971 a 1984, teniendo la pareja dos hijos. Desde mediados de los años 1980 hasta el momento de su muerte estuvo ligado sentimentalmente a la actriz Christina Pickles.
Herb Edelman falleció en 1996, a los 62 años de edad, en Woodland Hills, California, a causa de un enfisema, y fue enterrado en el Cementerio Montefiore en Springfield Gardens, Queens.

## Teatro en Broadway (íntegro)
- 1963 : Lorenzo, de Jack Richardson, escenografía de Arthur Penn
- 1963-1967 : Descalzos por el parque, de Neil Simon, escenografía de Mike Nichols
- 1964-1965 : Bajour, de Walter Marks y Ernest Kinoy

## Filmografía (selección)

### Cine
- 1967 : In Like Flint, de Gordon Douglas
- 1967 : Descalzos por el parque, de Gene Saks
- 1968 : P.J., de John Guillermin
- 1968 : La extraña pareja, de Gene Saks
- 1968 : I Love You, Alice B. Toklas, de Hy Averback
- 1972 : The War Between Men and Women, de Melville Shavelson
- 1973 : The Way We Were, de Sydney Pollack
- 1974 : Primera plana, de Billy Wilder
- 1974 : Yakuza, de Sydney Pollack
- 1975 : Hearts of the West, de Howard Zieff
- 1978 : Goin' Coconuts, de Howard Morris
- 1978 : California Suite, de Herbert Ross
- 1979 : Otoko wa tsurai yo, de Yōji Yamada
- 1981 : On the Right Track, de Gary Coleman
- 1983 : Cracking Up, de Jerry Lewis
- 1984 : Kuai can che, de Sammo Hung
- 1993 : The Naked Truth, de Nico Mastorakis
- 1995 : Cops n Roberts, de Peter Crane

### Televisión
Series
- 1967 : La chica de CIPOL
  - Temporada única, episodio The Furnace Flats Affair, de John Brahm
- 1968-1970 : The Good Guys
  - Temporadas 1 y 2 completas, 42 episodios
- 1971 : Bewitched
  - Temporada 7, episodio This Little Piggie
- 1971 : Misión imposible
  - Temporada 6, episodio Run for the Money, de Marvin J. Chomsky
- 1972 : Banacek
  - Temporada 1, episodio Project Phoenix, de Richard T. Heffron
- 1973 : Ironside
  - Temporada 7, episodio Murder by One, de Alexander Singer
- 1973-1974 : The Streets of San Francisco
  - Temporada 2, episodio The Twenty-Four Karat Plague (1973), de Don Medford
  - Temporada 3, episodio Mask of Death (1974)
- 1973-1976 : Police Story
  - Temporada 1, episodio The Ho Chi Minh Trail (1973), de Richard Benedict
  - Temporada 3, episodio The Long Ball (1976), de Alexander Singer
- 1974-1975 : Cannon
  - Temporada 3, episodio Photo Finish (1974)
  - Temporada 5, episodio To Still the Voice (1975), de Leo Penn
- 1975 : Días felices
  - Temporada 2, episodio The Cunningham Caper
- 1976-1978 : Kojak
  - Temporada 4, episodio The Pride and the Princess (1976), de Charles S. Dubin
  - Temporada 5, episodio The Captain's Brother's Wife (1978), de Charles S. Dubin
- 1978 : CHiPs
  - Temporada 1, episodio Rainy Day, de Gordon Hessler
- 1978 : Los ángeles de Charlie
  - Temporada 3, episodios Angels in Vegas I y II
- 1978-1982 : La isla de la fantasía
  - Temporada 1, episodio The Over the Hill Caper / Poof! You're a Movie Star (1978), de Earl Bellamy
  - Temporada 5, episodio M. Nobody / La Liberatora (1981)
  - Temporada 6, episodio The Beautiful Skeptic / The Lost Platoon (1982), de Ricardo Montalbán
- 1981-1986 : The Love Boat
  - Temporada 5, episodio He's My Brother / Zeke and Zelda / Teach Me Tonight (1981), de Bruce Bilson
  - Temporada 7, episodios Polly's Poker Palace / Shop Ahoy / Double Date / The Hong Kong Affair / Two Tails of the City I y II, de Richard Kinon
  - Temporada 9, episodio Dare Devil / Picture Me as a Spy / Sleeper
- 1982-1983 : 9 to 5
  - Temporada 2, 7 episodios
- 1982-1984 : Matt Houston
  - Temporada 1, episodio Stop the Presses (1982), de Don Chaffey
  - Temporada 2, episodio The Crying Clown (1983)
  - Temporada 3, episodio Vanished (1984), de Don Chaffey
- 1984-1985 : Cagney & Lacey
  - Temporada 4, episodios Thank God It's Monday (1984) y Hooked (1984), de Karen Arthur
  - Temporada 5, episodio Power (1985), de James Frawley
- 1984-1988 : St. Elsewhere
  - Temporadas 3 a 6, 17 episodios
- 1984-1995 : Murder, She Wrote
  - Temporada 1, episodio The Murder of Sherlock Holmes (1984), de Corey Allen
  - Temporada 2, episodio Murder by Appointment Only (1986), de Arthur Allan Seidelman
  - Temporada 3, episodio Murder in a Minor Key (1987)
  - Temporada 9, episodios The Mole (1992) y Threshold of Fear (1993), de Vincent McEveety
  - Temporada 10, episodios For Whom the Ball Tolls (1993, de Anthony Pullen Shaw), The Phantom Killer (1993, de Anthony Pullen Shaw), Murder at a Discount (1993, de Walter Grauman), y Portrait of Death (1994, de Vincent McEveety)
  - Temporada 11, episodio Twice Dead (1995), de Walter Grauman
- 1985 : Profesión Peligro
  - Temporada 4, episodio Reel Trouble, de Daniel Haller
- 1985 : Hotel
  - Temporada 2, episodio Wins and Losses, de Kevin Connor
- 1985 : Highway to Heaven
  - Temporada 2, episodios A Song for Jason, Partes I y II, de Michael Landon
- 1985 : Hardcastle and McCormick
  - Temporada 3, episodio Games People Play
- 1985-1992 : The Golden Girls
  - Temporadas 1 a 7, 25 episodios
- 1987 : Matlock
  - Temporada 1, episodio The Rat Pack
- 1988 : Beauty and the Beast
  - Temporada 1, episodio Temptation
- 1989 : Out of This World
  - Temporada 3, episodio Hair Today, Gone Tomorrow
- 1989-1990 : Thirtysomething
  - Temporada 2, episodio Be a Good Girl (1989)
  - Temporada 3, episodio Fathers and Lovers (1990)
- 1990 : Knots Landing
  - Temporada 12, episodios Dead But Not Buried, What If? (de Jerome Courtland), y You Can Call Me Nick
- 1990-1991 : MacGyver
  - Temporada 5, episodio The Lost Amadeus (1990)
  - Temporada 6, episodio Faith, Hope & Charity (1991)
  - Temporada 7, episodio Split Decision (1991)
- 1992 : Batman: la serie animada
  - Temporada 1, episodios The Cat and the Claw, Partes I y II
- 1992-1993 : L. A. Law
  - Temporada 7, episodios Wine Knot (1992), de Oz Scott, y Odor in the Court (1993)
- 1995 : Burke's Law
  - Temporada 2, episodio Who Killed Cock-a-Doodle Dooley?

Telefilmes
- 1969 : In Name Only, de E. W. Swackhamer
- 1971 : The Feminist and the Fuzz, de Jerry Paris
- 1971 : The Neon Ceiling, de Frank Pierson
- 1973 : Steambath, de Burt Brinckerhoff
- 1973 : Koska and His Family, de Dan Dailey
- 1974 : The Boys, de Bill Persky
- 1974 : The Strange and Deadly Occurrence, de John Llewellyn Moxey
- 1975 : Crossfire, de William Hale
- 1976 : Smash-Up on Interstate 5, de John Llewellyn Moxey
- 1978 : Special Olympics, de Lee Philips
- 1978 : Frankie and Annette : The Second Time Around, de Richard Benedict
- 1980 : Marathon, de Jackie Cooper
- 1980 : A Cry for Love, de Paul Wendkos
- 1983 : Shooting Stars, de Richard Lang
- 1985 : Picking Up the Pieces, de Paul Wendkos
- 1986 : Maggie, de Waris Hussein
- 1992 : Grass Roots, de Jerry London